# Jean-Marc Zaorski
Pour les articles homonymes, voir Zaorski.
Jean-Marc Zaorski est un photographe et éditeur français, né le 29 mai 1952 à Marseille,

## Biographie
Jean-Marc Zaorski commence à photographier vers l’âge de neuf ans lorsqu’il reçoit en cadeau son premier appareil photo, un Kodak Brownie Starlet gagné par ses parents dans un concours. Il emporte l’appareil à l’école pour photographier ses camarades de classe. « Je suis devenu photographe pour réaliser un rêve d’enfant. »
Il a suivi des études de droit, avant de renoncer en 1975 à préparer l'agrégation de droit public.
Il est membre de l’agence Viva de 1980 à 1986, il a été éditeur, avant d’entrer en 1990 à l’agence Rapho.
En 1986, il obtient le prestigieux Prix Niépce, qui couronne un début de carrière prometteur et qui lui vaudra d'exposer à Paris, au Palais de Tokyo, à l'époque où Robert Delpire y présentait les expositions du Centre national de la photographie.
Jean-Marc Zaorski redécouvre en 1980 les cinq mille photographies rescapées de l’œuvre de la photographe Jenny de Vasson.
Jean-Marc Zaorski est membre du comité directeur des Gens d'Images, chargé du rayonnement de cette association. Ses photos sont archivées et diffusées par l'agence Gamma-Rapho.
Jean-Marc Zaorski s’inscrit dans la tradition de la photographie humaniste. Il vit et travaille dans le sud de la France.

## Collections
Les photographies de Jean-Marc Zaorski sont présentes dans de nombreuses collections publiques et privées.
- Musée Nicéphore-Niépce ;
- Galerie municipale du Château d'eau, Toulouse ;
- Bibliothèque historique de la ville de Paris ;
- Cabinet des estampes de la Bibliothèque nationale de France.

## Expositions

### Expositions individuelles
- 1977 : Galerie Ciné-Photo Provence (Aix-en-Provence)
- 1978 : Collège militaire (Aix-en-Provence)
- 1979 : Saline royale d'Arc-et-Senans
- 1979 : 3e Festival photographique de Besançon
- 1980 : Musée Nicéphore-Niépce, Chalon-sur-Saône
- 1980 : Bibliothèque municipale de Grenoble
- 1983 : Galerie Vrais Rêves, Lyon
- 1986 : Arthothèque, La Rochelle
- 1986 : Musée Nicéphore-Niépce, Chalon-sur-Saône
- 1986 : Centre national de la photographie, Palais de Tokyo, Paris
- 1987 : Musée ancien, Grignan
- 1988 : 7e mois de la photo, Issoudun
- 1988 : Rencontres internationales de la photographie, Arles
- 1989 : Espace Écureuil, Marseille
- 1992 : Théâtre municipal, Tarbes
- 1993 : Scène nationale, Bayonne
- 1995 : FestivalArrêt sur images, Musée des beaux-arts de Bordeaux
- 1998 : Biennale photographique, Montpellier

### Expositions collectives
- 1981 : L'Agence Viva, Ambassade de France, Tunis
- 1983 : Quatre regards sur le carnaval, avec Pascal Dolémieux, Thierry Girard, et Michel Lamoureux à Saint-Quentin-en-Yvelines
- 1983 : Acquisitions récentes, Galerie municipale du Château d'eau, Toulouse
- 1986 : Carte blanche à un tireur d'images : Yvon Le Marlec, Arthothèque, La Rochelle
- 1987 : Lauréats du Prix Air-Francer/Paris-Audiovisuel, Forum des halles, Paris
- 1989 : Chine occidentale, Printemps culturel, Melun
- 1989 : Cent ans de la Tour Eiffel, Musée de l'Élysée, Lausanne
- 1990 : Rétrospective des Prix Niépce, Musée d'art contemporain, Dunkerque
- 1994 : Regards sur le carnaval dunkerquois, MJC Dunkerque-Rosendaël, Dunkerque
- 1994 : Regards sur le carnaval dunkerquois, Rencontres photographiques de Normandie, Rouen
- 1995 : 1re rencontre photographique du Panier, Galerie l'Œil public, Marseille
- 1995 : Comme dans un miroir. Le portrait dans la collection du Musée de l'Elysée, exposition conçue par  Charles-Henri Favrod, du 29 août au 19 novembre, Musée de l'Élysée, Lausanne; et présentée ensuite dans quatre musées allemands.
- 1996 : Déserts, Exposition conçue par Antoine d'Agata, Galerie Là-bas, Marseille
- 1998 : Un ballon dans la photo, Galerie municipale du Château d'eau, Toulouse
- 2010 : Rétrospective des Prix Niépce, Musée du Montparnasse, Paris

## Publications

### Monographies
- 1986 : Jean-Marc Zaorski, Prix Niépce, catalogue, Musée Nicéphore-Niépce, Chalon-sur-Saône
- 1991 : Des regards et des vies, éditions Contrejour, Paris
- 1993 : Regards sur le carnaval dunkerquois, avant-propos Michel Delebarre, MJC Dunkerque-Rosendaël, Dunkerque  (ISBN 2-95081-070-5)
- 1998 : Un autre regard sur la Formule 1 (1994-1998), préface de Christian Contzen, avant-propos de Jean Alesi et Olivier Panis, éditions Art Linéa / Montpellier Photo-Visions  (ISBN 2-9512872-1-6)

### Ouvrages collectifs
- 1980 : La fête des fleurs/Le carnaval des enfants, catalogue, Musée Nicéphore-Niépce, Chalon-sur-Saône
- 1982 : Jenny de Vasson, une femme photographe au début du siècle, avec Christian Caujolle, Yvon Le Marlec, Gilles Wolkowitsch, éditions Herrscher, Paris
- 1990 : Prix Niépce 1955-1990 - photographie, catalogue de l'exposition présentée au Musée d'art contemporain de Dunkerque du 11 mai au 15 juin 1990.
- 1995 : Catalogue de la 1re rencontre photographique du Panier, Galerie l'Œil public, Marseille
- 1998 : Un ballon dans la photo, Umberto Eco, Antón Iron, En Vues / Galerie municipale du Château d'eau, Toulouse
- 2010 : 55 ans de photographie à travers le Prix Niépce, catalogue de l'exposition présentée à la galerie du Montparnasse (1955-1982) et au musée du Montparnasse (1983-2010), dans le cadre du Mois de la photo à Paris, du 18 novembre au 12 décembre 2010, 64 pages, édité par le Musée du Montparnasse,  (ISBN 2-915259-21-6)

## Récompenses
- 1986 : Prix Niépce
- 1986 : Prix Air-France / Paris-Audiovisuel